# René d'Illiers
René d'Illiers, né v.  1450 mort   le  8 avril 1507  est un prélat français du XVe siècle et du début du XVIe siècle. Il est le fils de Florent d'Illiers, bailli de Chartres, et de Jeanne de Coutes, ainsi que le neveu de Miles d'Illiers, évêque de Chartres.

## Biographie
René d'Illiers est licencié en droit civil et canonique et  devient abbé de Saint-Florentin de Bonneval par la cession de son oncle. Il est pourvu de l'évêché de Chartres en 1492.
Il éprouve quelques difficultés de la part de René de Prie, alors chanoine de Chartres et depuis cardinal, évêque de Bayeux, qui, en 1493, s'est fait pourvoir du siège par Tristan de Salazar, archevêque de Sens. Un arrêt de 1494 résout l'affaire au profit de René.
En 1506, l'orage détruit un des clochers de Chartres, et fond les six cloches. La cathédrale est préservée d'un incendie général.